# We Are...The League
We Are....The League è l'album di debutto del gruppo musicale londinese Anti-Nowhere League.

## Tracce
1. We're the League
2. Animal
3. Woman
4. Can't Stand Rock n Roll
5. (We Will Not) Remember You
6. Snowman
7. Streets of London (Ralph McTell Cover)
8. I hate... People
9. Reck a Nowhere
10. World War III
11. Nowhere Man
12. Let's Break the Law

## Formazione
- Animal (Nick Kulmer) - voce
- Magoo (Chris Exall) - chitarra
- Baggy Elvy - basso
- Bones - batteria